# تفسير ابن أبي حاتم
تفسير ابن أبي حاتم أحد كتب تفسير القرآن الكريم، ألفه عبد الرحمن ابن أبي حاتم (240 هـ - 327 هـ)، يعد تفسيراً جليلاً للقران، قام فيه المؤلف بشرح الآيات والمفردات الصعبة اعتمادًا على ماورد في القرآن الكريم والسنة النبوية وأقوال الصحابة، يُصنف تفسير ابن أبي حاتم تحت التفسير بالمأثور. وقد أفاد من عالمين قبله هما أبي حاتم الرَّازي، وأبي زُرْعَة الرَّازي، فاعتنيا به ومما ألزمه أبيه أن ينهي حفظ القرآن قبل أن يعمل بالحديث. أما تفسيره فهو ثابت النسبة إليه نقل عنه العلماء ونقلوا منه وقد نقل عنه ابن كثير في تفسيره. 

## أسلوب التفسير
تفسير ابن أبي حاتم مثال للتفسير بالمأثور، مما حدا بكثير ممن جاء بعده فصنف في التفسير بالمأثور أن يقتبس منه ويستفيد، كالبغوي وابن كثير، حتى إن السيوطي يقول في تفسيره: «لخصت تفسير ابن أبي حاتم في كتابي»، قد وضح ابن أبي حاتم في مقدمة تفسيره عن منهجه فيه، وهو فيما يلي: جمع بين دفتيه تفسير القرآن بالسنة وآثار الصحابة والتابعين، إذا وجد التفسير عن رسول الله فإنه لا يذكر معه شيئًا مما ورد عن الصحابة في تفسير الآية، فإن لم يجد التفسير عن الرسول ووجده مرويًّا عن الصحابة وقد اتفقوا على هذا الوجه من التأويل، فإنه يذكر أعلاهم درجة بأصح الأسانيد، ثم يسمي من وافقهم بغير إسناد، وإن كان ثم اختلاف في التفسير، ذكر الخلاف بالأسانيد، وسمى من وافقهم وحذف إسناده.
وإن لم يجد التفسير عن الصحابة ووجده عن التابعين، تصرف مثلما تصرف في تفسير الصحابة، أخرج التفسير بأصح الأخبار إسنادًا، انفرد الكتاب بمرويات ليست في غيره، حفظ الكتاب كثيرًا من التفاسير المفقودة، مثل تفسير سعيد بن جبير ومقاتل بن حيان وغيرهما.
- علو الإسناد:

يتميز تفسير ابن أبي حاتم بعلو سنده أي قلة عدد الرواة بينه وبين المصادر الأساسية للتفسير من النبي والصحابة والتابعين، فهو أعلى سندًا من التفاسير بالمأثور الأخرى كتفسير الثعالبي وتفسير الواحدي وتفسير البغوي.

## مخطوطات الكتاب
يوجد عدة مخطوطات غير كاملة من الكتاب، ولا يزال معظم الكتاب مفقودًا
- دار الكتب المصرية، برقم 15 تفسير

- المكتبة المحمودية بالمدينة المنورة برقمي 49، 50 تفسير

- نُسخة محفوظة في مكتبة آيا صوفيا بإستانبول برقم 175

- دار الكتب الظَّاهرية بدمشق برقم 7312

- المكتبة السَّعيدية بحيدر آباد برقم 122تفسير

## مؤلفات أخرى لابن أبي حاتم
- الجرح والتعديل لابن أبي حاتم
- تقدمة الجرح والتعديل

- علل الحديث
- المراسيل
- آداب الشافعي ومناقبه
- بيان خطأ البخاري في تاريخه

## وصلات خارجية
- تحميل تفسير ابن أبي حاتم من المكتبة الشاملة
- تحميل تفسير ابن أبي حاتم من المكتبة الوقفية